# Catagonium serrulatum
Catagonium serrulatum là một loài Rêu trong họ Catagoniaceae. Loài này được (Cardot) Broth. mô tả khoa học đầu tiên năm 1925.